# حسين محمد الخالدي
حسين محمد الخالدي (أبو عبد الله؛ 1738-1786) شاعر وفقيه فلسطيني، ولد في مدينة القدس وتلقى العلوم الدينية على يد الشيخ محمد الغزالي، توفى بالقدس عام 1786.

## حياته
كان الخالدي عالماً بالأدب واللغة وعمل بمجلس القضاء في القدس وكان أحد الفقهاء البارزين بالمعرفة مما قاد الحاسدون إلى بث أفعال وأخبار كاذبة منسوبة له فأمر جواد الدين درويش بن عثمان الوزير "نائب دمشق" بإرساله إلى دمشق لتأديبه وحبسه، فقام محمد خليل الحسيني مؤلف كتاب (سلك الدرر في أعيان القرن الثاني عشر) بأخذه إلى منزله والتشفع به وبقي عنده إلى أن عاد إلى القدس فنظم قصيدة يمدح بها الحسيني.

## مؤلفاته
برع الخالدي بالأدب واللغة وبنظم الشعر فمن مؤلفاته:
- البشائر النبوية.
- غاية الوصول في مدح الرسول.
- تصدير وتعجيز قصيدة (بانت سعاد) لكعب بن زهير في مدح الرسول صلى الله عليه وسلم.